# Acestes

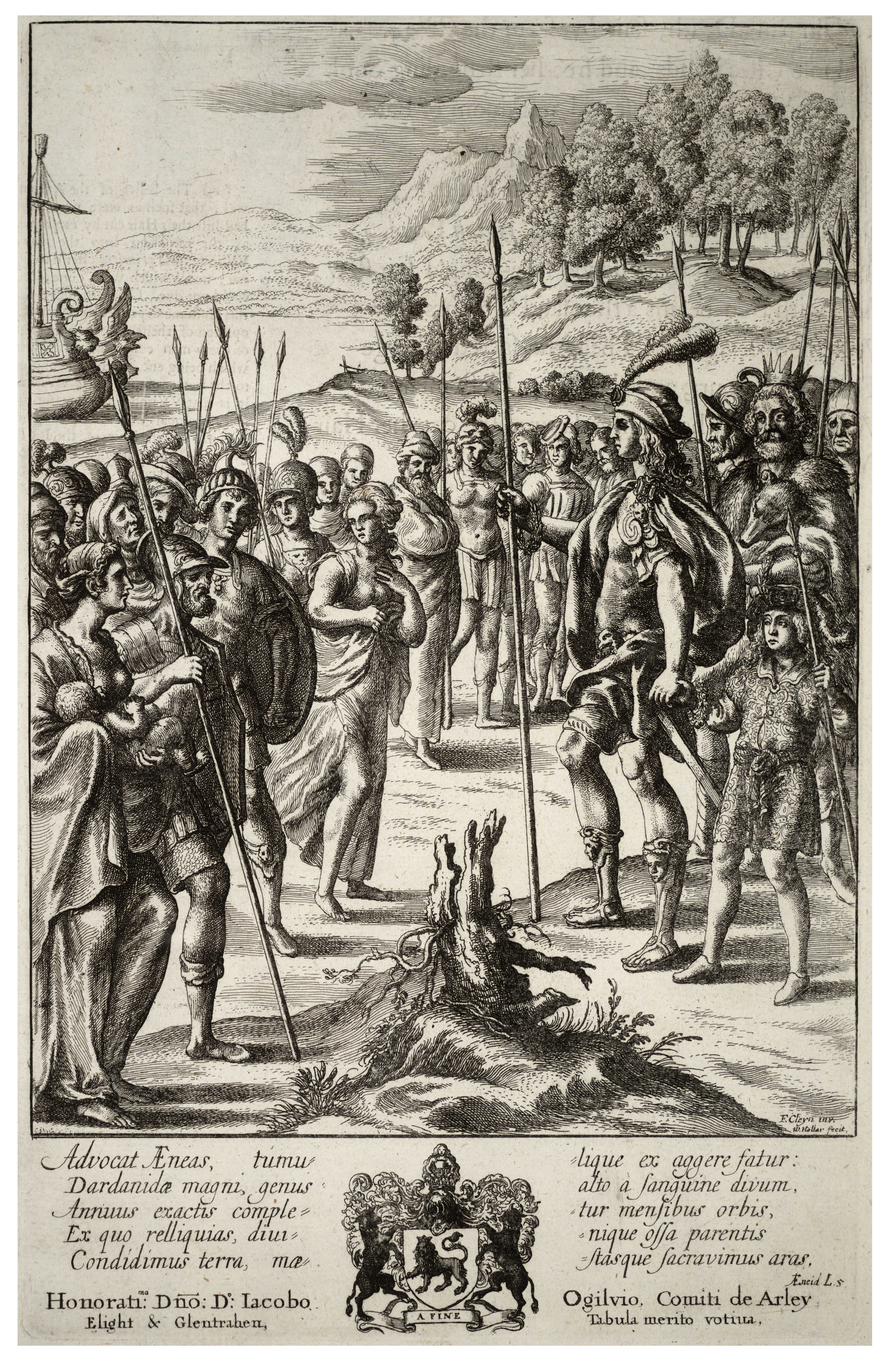
Václav Hollar - Eneas y Acestes

Acestes (en griego antiguo Ακέστης) fue el hijo del dios-río siciliano Crimisos y de una mujer troyana llamada Egesta o Segesta que fue enviada por su padre Hippotes o Ipsostratos para evitar ser devorada por los monstruos que abundaban en Troya desde que los troyanos habían rechazado hacer ofrendas a Poseidón y a Apolo, para agradecer la construcción de las murallas de la ciudad. La ciudad de Segesta fue fundada por esta mujer. 
Dionisio de Halicarnaso da otra versión: Un príncipe de Troya en lucha contra Laomedonte dio sus hijas a unos comerciantes para llevarlas lejos de la ciudad. Un noble troyano se embarcó con ellas y se casó con una de las hijas en Sicilia, la cual tuvo un hijo de nombre Egesto. Este volvió a Troya en tiempos de Príamo y tomó parte en la guerra. Después volvió a Sicilia donde se construyó una ciudad con su nombre.
En la mitología romana, Acestes o Egestes (literalmente "cabra agradable"), era el hijo de Criniso y una mujer dardania.
Acestes llegó a ser rey de la región donde había nacido y dio la bienvenida a Eneas cuando llegó a Sicilia. Allí fueron celebrados los juegos funerarios por Anquises, el padre de Eneas. A aquella gente de Eneas que no quiso viajar más lejos le fue permitido quedarse con Acestes y con el pueblo de Acestes fundaron la ciudad de Acesta, esto es Segesta.

## La flecha de Acestes
En la Eneida, Acestes participó en una prueba de destreza y tiró su flecha al aire, que se incendió como un presagio enviado por los dioses: "Aquí a los ojos, de súbito, se presenta un prodigio que iba a ser magno augurio [...] Pues, volando, ardió entre las límpidas nubes la caña y marcó una vía con llamas..."